# Potok Wiczliński
Potok Wiczliński je největším přítokem řeky Kacza a nachází se na katastru čtvrti Chwarzno-Wiczlino města Gdyně v Pomořském vojvodství v severním Polsku a patří do úmoří Baltského moře. Délka toku potoka je přibližně 4,2 km.

## Popis toku

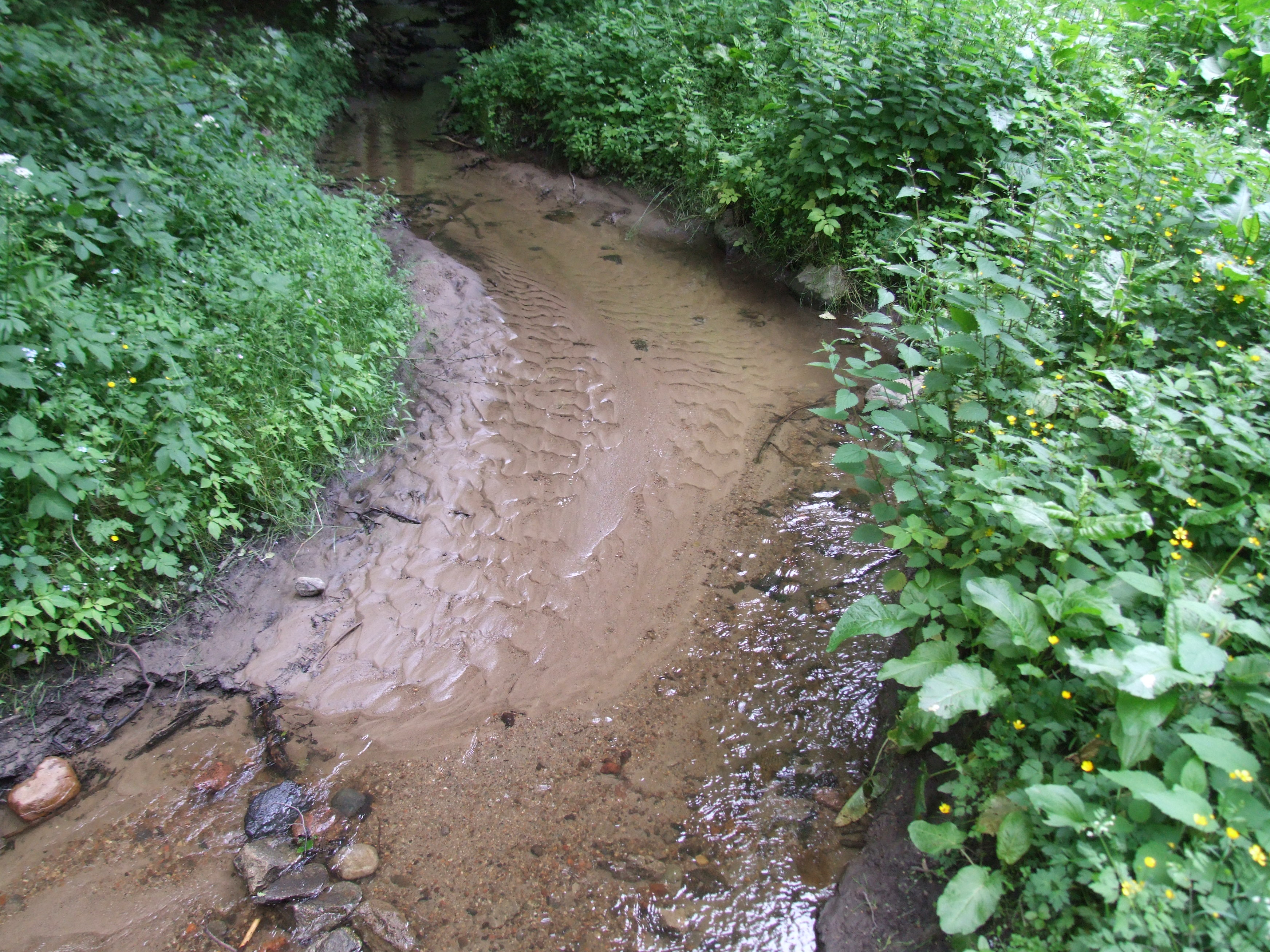
Potok Wiczliński (Trójmiejski Park Krajobrazowy)

Potok Wiczliński pramení v mokřadu gdyňské čtvrti Chwarzno-Wiczlino. Nejprve teče východním směrem a pak se stáčí jihovýchodním směrem a v prudkém ohybu toku napájí retenční nádrž (Zbiornik retencyjny Zieleniś). Pak pokračuje východním směrem a vstupuje do Trojměstského krajinného parku (Trójmieski park krajobrazowy). Následně teče propustkem pod rychlostní silnicí S6 (Obwodnica Trójmiasta) a zleva se vlévá do ohybu řeky Kacza. Potok Wiczliński, společně s řekou Kacza přímo napájejí retenční nádrž (Zbiornik retencyjny Obwodnica) na hranici katastru čtvrtí Chwarzno-Wiczlino a Karwiny. Potok občasně „trpí“ nedostatkem vody. Větší část toku potoka je regulovaná.

## Další informace
Potok křižují turistické stezky.